# Емануель Груші
Емануель де Груші (фр. Emmanuel de Grouchy, 23 жовтня 1766 —29 травня 1847) — французький військовий та політичний діяч часів Першої імперії, Маршал Франції.

## Життєпис
Походив з аристократичної нормандської родини. Обрав військову кар'єру. У 1779 році поступив до Страсбурзького артилерійського полку. У 1780 році стає другим лейтенантом. У 1781 році — сублейтенантом Безансонського полку. З 1782 року служить у кавалерії. у 1784 році отримує звання капітана. У 1786 році у званні підполковника служить у Шотландській королівській роті. У 1787 році звільнено за політичну неблагонадійність.
Прихильно сприйняв Французьку революцію 1789 року. В 1792 році повертається до армії як полковник 12 кавалерійського полку, згодом очолив 2 драгунський полк, потім 5 гусарський полк. На його чолі був у складі Південної армії, брав участь у захопленні Савойї. Отримує звання бригадного генерала.
У 1793 році Груші відправили до Армії Брестського узбережжя, де брав участь у придушенні повстання шуанів. Керував обороною Нанту, був поранений. У 1794 році йде у відставку, повертається до армії після падіння Робесп'єра. Тоді ж призначається до Західної армії. У 1795 році стає тимчасовим дивізійним генералом. Брав участь у знищені десанту роялістів на півострів Кіберон. Протягом 1795 року командував Армією Брестського узбережжя, а потім західною армією.
У 1796 році переведено до Італійської армії на чолі із Журданом. Того ж року переведений до Північної армії як начальник штабу, згодом очолив 12 військовий округ. У 1798 році звитяжив під час окупації П'ємонту, змусивши Карла-Емануїла IV зректися влади. Хоробро бився під Требією та Нові у 1799 році. Під час останньої битви потрапив у полон.
Виступив проти заколоту 18 брюмера. Втім Груші не відсторонили від командування. У 1800 році воював проти австрійців у Граубюндені. Незабаром спрямовується до Рейнської армії на чолі із генералом Моро. Брав участь у битві під Гогенлінденом.
В подальшому очолював різні дивізії, проте не брав участь у значних військових кампаніях через підозри Бонапарта щодо дружби Груші із Моро. Лише у 1805 році він на чолі 2 дивізії бере участь у військовій кампанії проти Австрії. Того ж року отримав орден Почесного легіону, проте був змушений скласти присягу імператорові Наполеону.
У військовій кампанії 1806 року брав участь у битві під Єною, а потім змусив здатися генерала Фрідріха Гогенлое. Потім захопив Берлін та Цеденік. В кампанії 1807 року відзначився у битвах під Пройсіш-Ейлау та Фрідландом. після Тільзитського миру Груші отримав великого орла ордена Почесного легіону та титул графа Імперії. Того ж року спрямований до Іспанії. Був призначений губернатором Мадрида. Під час своєї каденції придушив повстання в Мадриді. Втім отримав дозвіл повернутися до Парижа.
У 1809 році отримує призначення до Італійської армії, де воював під орудою Ежена Богарне. Звитяжив у битвах під Раабі та Ваграмом. за це отримав командора Ордена Залізної Корони і призначення генерал-полковником гвардійської кавалерії. До 1811 році знаходився у лавах Італійської армії.
Під час військової кампанії 1812 року очолив 3-й кавалерійський корпус Великої армії. Відзначився у битвах під Смоленськом та Бородіно. Після відступу з Москви хоробро бився під Малоярославцем, згодом обороняв Вязьму. Повернувшись з Росії до Франції Груші пішов у відставку. Повернувся на службу лише у 1814 році. Брав участь у найбільш значущих битвах цієї кампанії.
Після зречення Наполеона I присягнув Людовику XVIII, за що дістав посаду генерал-інспектора кавалерії, а невдовзі нагороджений Хрестом Командора ордена Святого Людовика. Втім, під час Ста днів Наполеона Бонапарта перейшов на його бік. За це дістав звання маршала й пера Франції. Брав участь у битвах під Лін'ї та Вавре. Після цього отримав наказ не допустити об'єднання пруського командувача фельдмаршал Блюхера з військом Веллінгтона. Втім не досяг успіху. У зв'язку з цим значною мірою Наполеон зазнав поразки під Ватерлоо.
Після другої Реставрації Бурбонів мусив залишити Францію й оселитися у США. У 1819 році отримав дозвіл на повернення до батьківщини. Груші було відновлено у титулах. У 1821 році відправлено у відставку у званні генерал-лейтенанта.
Після Липневої революції король Луї-Філіп I наблизив Груші до себе, надавши у 1831 році звання маршала та пера Франції. У 1832 році стає маркізом. Помер 28 травня 1847 року в Сен-Етьєні.

## Родина
1. Дружина — Сесіль Селесте ле Дульсе де Понтекулан (1767—1827)
Діти:
- Альфонс-Фредерік-Емануель (1789—1864), генерал
- Ернестіна (1787—1866)
- Емі—Климентина (1791—1826)
- Віктор (1796—1864)

2. Дружина — Фанні Юа (1802—1889)
Діти:
- Ноемі (1830—1843)